# Rövşən Cavadov

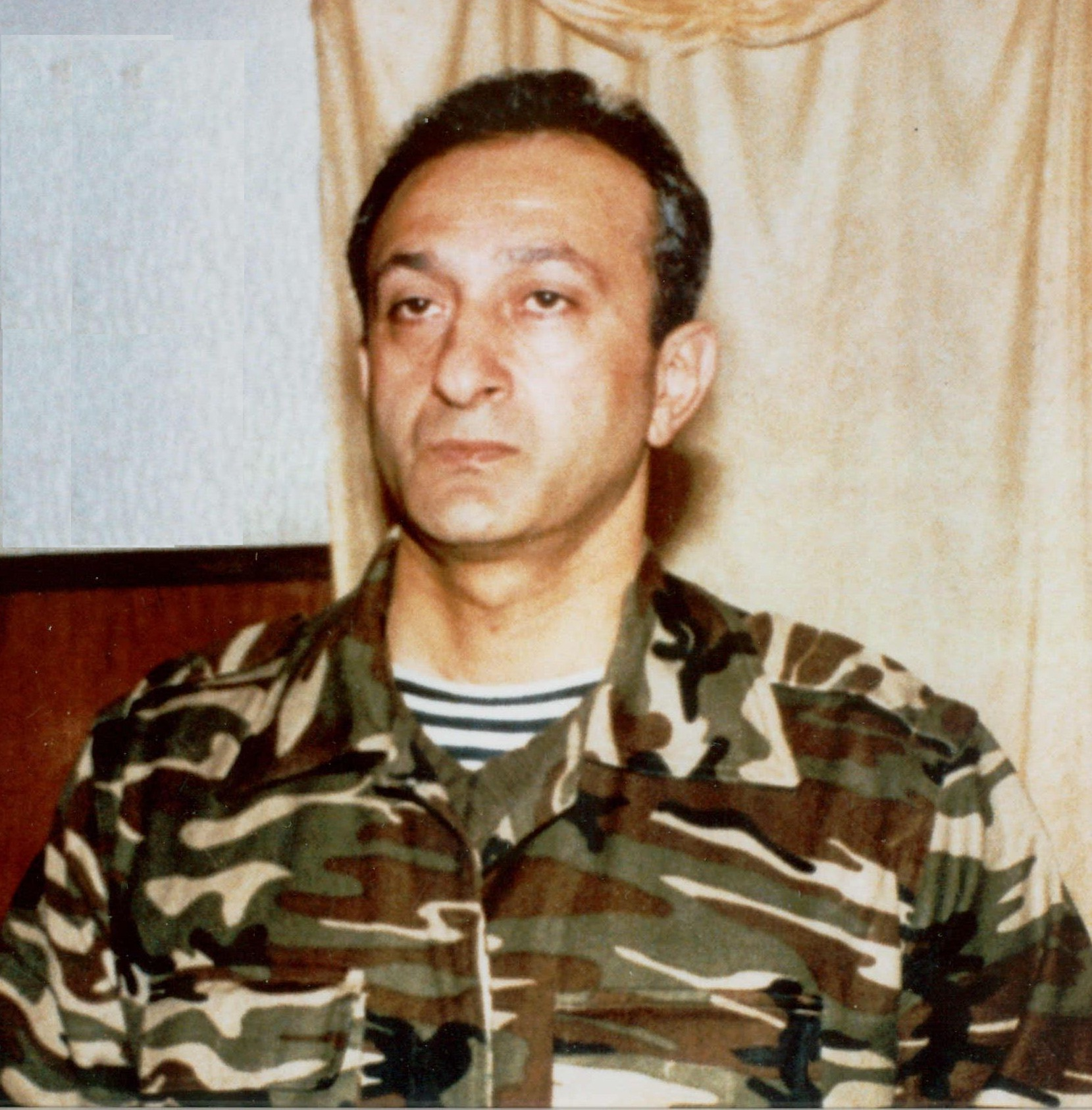
Rövşən Cavadov, 1. März 1995

Rövşən Bəxtiyar oğlu Cavadov gestorben 17. März 1995  (auch geschrieben: Röwschan Bachtijar oghlu Dschawadow, kyrillisch: Рөвшән Бәхтијар оғлу Ҹавадов) war ein Militäroffizier bei den Aserbaidschanischen Streitkräften und Leiter der aserbaidschanischen OPON.

## Frühes Leben

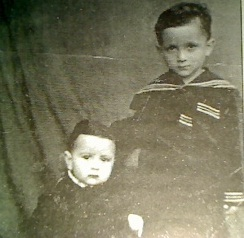
Mahir und Rövşən Cavadov als Kinder

Rövşən Cavadov wurde am 19. Oktober 1951 im Rayon Laçın geboren, der heute Teil von Aserbaidschan in der umstrittenen Region Bergkarabach am Latschin-Korridor liegt, aber damals zur Aserbaidschanischen SSR als Teil der UdSSR gehörte. 1973 schloss er sein Studium an der Medizinischen Universität Aserbaidschan ab und arbeitete von da an bis 1976 als Chirurg am Ministeriumskrankenhaus Ministeriumskrankenhaus der AzSSR. Im Jahr 1976 trat er der Militärakademie des Innenministeriums der UdSSR in Rostow bei, 1980 beendete er dort sein zweites Studium.

## Frühes Leben in der Politik
Nach seinem Studium ging Rövşən Cavadov 1980 freiwillig als sowjetischer Soldat nach Afghanistan.
1982 wurde er Polizeikommissar von Gəncə und 1987 gründete er mit seinem Bruder Mahir Cavadov die geheime Takamul Evolutionspartei in Bergkarabach und Gəncə.

## Militärkarriere

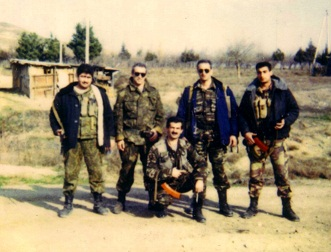
Mahir und Rövşən Cavadov (Zweiter von rechts) mit Kämpfern

1990 wurde die Takamulpartei in eine offizielle Militärorganisation konvertiert, die in der eskalierenden Situation in Bergkarabach auch HTPD genannt wurde, oder im Russischen auch als OMON. Später war der Name offiziell OPON. Daraufhin wurde Rövşən Oberbefehlshaber der OPON und ein Oberst in der aserbaidschanischen Armee. Nach erfolgreichen Operationen der OPON gegen armenische Separatisten wurden Mitglieder der OPON von der Regierung Aserbaidschans als Nationalhelden gefeiert.
Ein Jahr nachdem der Krieg in Bergkarabach anfing, holte Cavadov 1.300 trainierte afghanische Mudschaheddin aus Afghanistan. Im gleichen Jahr startete er mit seinen Männern und der OPON einen Militärangriff auf die armenisch gehaltene Stadt Askeran, die sehr erfolgreich lief. Danach wollte er auch einen Angriff auf Füzuli starten, der aber zwei Wochen nach dem Putsch von Surət Hüseynov gestoppt wurde.

## Politische Karriere
Nach dem Putsch gegen Əbülfəz Elçibəy im Jahr 1993 kam Heydər Əliyev an die Macht, der von Cavadov und Hüseynov unterstützt wurde. Im gleichen Jahr wurde Cavadov eine Nationalheldenmedaille angeboten, die er aber ablehnte, bis Bergkarabach unter kompletter aserbaidschanische Kontrolle kam. Im Mai 1994 wurde nach Verhandlungen das Bischkek-Protokoll unterzeichnet, das schwer von Hüseynov und Cavadov kritisiert und abgelehnt wurde.

## Aufstand
Nach der Kritik am Bischkek-Protokoll drohte Cavadov öffentlich den russischen Truppen, falls sie nach Aserbaidschan kommen sollten. Im Juni 1994 kündigte Cavadov an, dass er bei den Parlamentswahlen im November 1995 mitmachen wolle als Opposition gegen das autoritäre Regime von Heydər Əliyev, weswegen er Əliyevs Hauptziel wurde.

## Ereignisse vor dem Tod
Am 30. September 1994 wurden Afiyəddin Cəlilov und Şəmsi Rəhimov ermordet. Das Ereignis wurde auf Mahir Cavadov, den großen Bruder von Rövşən Cavadov, geschoben, weswegen 3 OPON-Mitglieder ohne Beweise festgenommen wurden, von denen einer Mahirs Bodyguard war. 
Im gleichen Jahr wurde er von Əli Ömərov zu Gesprächen eingeladen, um ihm eine Falle zu stellen. Nachdem er dort ankam, versuchten 5 Wächter ihn festzunehmen, was aber fehlschlug, woraufhin die 5 Wächter von 8 Wächtern Cavadovs festgenommen wurden. Nach Oktober beschloss er jedoch die Gefangenen freizusetzen, da er unter Druck der Regierung stand und keinen Bürgerkrieg wollte.

## Tod
Am 13. März 1995 wurden Metallprodukte im Wert einer beträchtlichen Geldsumme, die einem der Unternehmen gehörten, die Mitglied der Union der unabhängigen Händler Aserbaidschans waren, in den aserbaidschanischen Regionen Qazax und Ağstafa illegal von der Regierung beschlagnahmt. OPON-Mitgliedern wurde die Beteiligung am illegalen grenzüberschreitenden Handel vorgeworfen, obwohl die Waren auf dem Territorium Aserbaidschans beschlagnahmt wurden, woraufhin Mitglieder der Präsidentengarde OPON-Stützpunkte in Ağstafa und Qazax angriffen. Aufgrund der Kämpfe lud Heydər Əliyev Cavadov nach Qazax ein, um über die Lage zu sprechen. Auf seinem Weg jedoch wurde er von regierungstreuen Milizen verwundet, woraufhin er ins Krankenhaus kam. Regierungstreue Wachen nahmen dann alle OPON-Soldaten fest und hinderten Ärzte daran, Cavadov medizinische Hilfe zu geben. Als Folge starb Cavadov am 17. März 1995.
Sein Bruder Mahir Cavadov floh im gleichen Jahr nach Österreich, wo er 1996 Asyl bekam. Zwei Jahre später zog er in den Iran, wo er bis zum Januar 2003 blieb.